# 海鸚
海鸚，又名海鸚鵡，即海鸚屬（Fratercula）鳥類。牠們是遠洋海鳥，會潛入水中覓食。牠們會一大群的在懸崖或島嶼上繁殖，並會在石縫間或泥土中築巢。其下的花魁鳥及角海鸚都是分佈在北太平洋，而北極海鸚則分佈在北大西洋。在冰島上，就住有約1000萬隻北極海鸚。最大的群落是在冰島的韋斯特曼納群島。於2009年，科學家估計當地就有110萬個巢穴，而其數量就達400萬隻。
所有海鸚主要都是呈黑色或黑白色，身體粗壯，喙很大。繁殖季節時，牠們的喙會變得鮮艷；過後喙會變得細小及沉色。牠們短小的翼適合游泳。牠們在空中會頻密地拍動雙翼，達至每分鐘400次。

## 分類
角嘴海雀有時會被分類到海鸚屬中，但也有將之分類到Lunda屬中。海鸚與角嘴海雀是近親，一同分類在Fraterculini亞科中。
最古老的海雀科化石是從俄勒岡州發現的Hydrotherikornis，可以追溯至始新世晚期；而Aethia及Uria則是屬於中新世晚期。分子鐘指牠們起源於古新世的太平洋。在北卡羅萊納州發現的化石相信是屬於兩個海鸚屬物種，但後來卻被分類為花魁鳥及角嘴海雀屬物種。另一個已滅絕的物種：道氏海鸚是在加州海峽群島（Channel Islands of California）發現，可以追溯至更新世晚期或全新世早期。

## 特徵
海鸚身體粗壯，雙翼及尾巴都很短。上身呈黑色，下身則呈白色或褐灰色。頭部頂是黑色的，面部主要是白色，腳呈橙紅色。喙在繁殖季節時會較大及鮮紅。但過後就會變得較細小及沉色。
雖然海鸚在群落內經常叫，但在海面則較沉寂。牠們會在海面較高處飛行，一般為水面上的10米高處。

### 物種
| 物種                              | 物種 | 物種                              | 物種 |
| 名稱                              | 圖片 | 特徵                              | 分佈地 |
| --------------------------------- | ---- | --------------------------------- | --- |
| 北極海鸚 （Fratercula arctica）   |      | 長32厘米，翼展53厘米，重380克。   | 北大西洋：北歐至法國北部、愛爾蘭、法羅群島、冰島、格陵蘭及加拿大南至緬因州的海岸。在摩洛哥及紐約過冬。                           |
| 角海鸚 （Fratercula corniculata） |      | 長38厘米，翼展58厘米，重620克。   | 北太平洋：西伯利亞、阿拉斯加及英屬哥倫比亞海岸；於加利福尼亞州及下加利福尼亞州過冬。                                             |
| 簇絨海鸚 （Fratercula cirrhata）  |      | 長38厘米，翼展63.5厘米，重780克。 | 北太平洋：英屬哥倫比亞、橫跨整個阿拉斯加東南部及阿留申群島、堪察加半島、千島群島及整個鄂霍次克海。於日本本州及加利福尼亞州過冬。 |

## 行為

### 繁殖
海鸚會成群的在海岸及島嶼上繁殖。雄性北極海鸚會負責築巢，及忠於該位點。雄性及雌性角海鸚會一同築巢。角海鸚的巢穴深1米，而通往花魁鳥巢穴的通道可以長達2.75米。花魁鳥及北極海鸚是以軟泥作為巢底，而角海鸚則會在懸崖的石縫間築巢。北極海鸚的巢一般是以草及羽毛來圍邊，有時甚至不會圍邊。牠們的蛋是呈奶白色的，有時略呈紫色。
海鸚的夫妻關係是長期的。雌鳥只會生一顆蛋，由雙親一同孵化及餵養雛鳥。牠們會用雙翼將蛋抱在孵卵斑中。雛鳥於夜間出生。雛鳥出生後首幾年都會在海上生活，到5歲才會回到其繁殖地。飼養的海鸚可以在3歲就開始繁殖。
繁殖過後，所有三種海鸚都會到海上過冬，一般會走到遠離海岸及較南邊的地方。

### 食性
海鸚是吃魚類及浮游動物的，並會以細小的海魚來餵飼雛鳥。北極海鸚會獵食玉筋屬、鯡屬及柳葉魚。牠們一次可以帶回很多小魚，有時可以超過一打。牠們是將小魚含在喙中，而非反芻吞下的小魚。這樣可以讓牠們花更長時間來獵食，並每次能帶回更多食物供雛鳥食用。

## 與人類關係

### 捕獵
海鸚的蛋、羽毛及肉都是被捕獵的對象。北極海鸚的群落於1800年代至1900年代初因棲息地的破壞及過度開發而大幅減少。今天在冰島及法羅群島仍然有捕獵牠們的情況。北極海鸚是冰島國民的食糧，並沒有受到法例的保護。鮮吃牠們的心臟是冰島傳統的特色美食，戈登·拉姆齊也曾於節目中生食活海鸚心臟，電視監察機構Ofcom也因此收到42宗來自觀眾對該節目的投訴。

### 保育
現已有計劃保育在福斯灣群島的海鸚。克雷格萊斯（Craigleith）曾經是蘇格蘭中擁有最大海鸚群落的島嶼，約有28000對海鸚，但因花葵屬的入侵，其數量已大幅下降至只有幾千對。花葵屬是外來的植物，現已遍滿該島，妨礙了海鸚進入巢穴及繁殖。

## 外部連結
- Project Puffin
- Puffinpalooza （页面存档备份，存于）
- 印有海鸚的郵票 （页面存档备份，存于）
- SOS Puffin project （页面存档备份，存于）